# Rommel: Battles for North Africa
Rommel: Battles for North Africa est un jeu vidéo de type wargame créé par Roger Keating et Ian Trout et publié par Strategic Studies Group en 1988 sur Apple II, Commodore 64 et DOS. Le jeu simule la campagne d'Afrique du Nord de la Seconde Guerre mondiale. Il s’appuie sur le moteur de jeu de Battlefront (1986).

## Système de jeu
Rommel: Battles for North Africa est un wargame qui simule, à l’échelle opérationnelle, des batailles de la campagne d'Afrique du Nord de la Seconde Guerre mondiale. Le jeu propose huit scénarios historiques ou hypothétiques. Les trois premiers retracent trois affrontements de la guerre du désert dont la bataille de Sidi Rezegh et la bataille d'Alam el Halfa. Les trois suivants couvrent la campagne de Tunisie avec notamment la bataille de Kasserine. Le septième simule une invasion hypothétique de Malte en 1942 et le dernier retrace l’offensive britannique de la campagne de Syrie en 1941. Chaque scénario peut être joué seul contre l’ordinateur ou à deux. Dans le premier cas, le joueur peut choisir de commander l’un ou l’autre des deux camps. Comme son prédécesseur, le jeu intègre un utilitaire qui permet au joueur de créer et de modifier ses propres scénarios. Le jeu s’appuie sur le moteur de Battlefront (1986) dont il reprend quasiment à l’identique le système. Comme dans ce dernier, le joueur commande un corps d’armée composé de jusqu’à trois divisions, divisées en régiments et en bataillons. Les unités affichées à l’écran correspondent à ces bataillons mais le joueur ne leur donne pas directement des ordres. A la place, il transmet ses ordres à ses commandants de divisions, qui se chargent ensuite de les transmettre à leurs subordonnés. Les ordres que le joueur peut transmettre à ses divisions concernent l’allocation des ressources aux différents régiments, le recours au soutien de l’artillerie ou de l’aviation, le déplacement de son quartier général et le commandement individuel des régiments. Ces derniers, qui lui permettent de donner des ordres de déplacement et d’attaques à ses unités, peuvent être perturbés en fonction de la situation des régiments. Les champs de batailles sont constitués de cases hexagonales qui représentent une distance allant de 800 mètres à deux kilomètres. Les scénarios se déroulent au tour par tour, chaque tour représentant une durée de six heures avec pour chaque jour, trois tours pour la journée et un pour la nuit.

## Développement et publication
Rommel: Battles for North Africa est quatrièmewargame de Strategic Studies Group développé à partir du moteur de jeu de Battlefront (1986) après Battles in Normandy (1987) et Halls of Montezuma (1988). Comme ses prédécesseurs, il est d'abord publié sur Apple II et Commodore 64 en 1988 . Il est ensuite porté sur IBM PC en 1989.

## Accueil
| Rommel: Battles for North Africa  |      |       |
| Média                             | Nat. | Notes |
| Commodore Computing International | US   | 77 %  |
| info                              | US   | 4/5   |
| The Games Machine                 | GB   | 87 %  |